# 8:00 P.M. (The Pitt)
"8:00 P.M." es el decimocuarto episodio de la serie de televisión de drama médico estadounidense The Pitt. El episodio fue escrito por el productor ejecutivo Simran Baidwan y dirigido por John Cameron. Se lanzó en Max el 3 de abril de 2025.
La serie está ambientada en Pittsburgh y sigue al personal de la sala de emergencias del Pittsburgh Trauma Medical Hospital (apodado "The Pitt") durante un turno de 15 horas en el departamento de emergencias. La serie sigue principalmente al Dr. Michael "Robby" Robinavitch, un médico de último año que todavía se recupera de algunos traumas. En este episodio, Robby intenta recuperar el sentido para continuar con sus tareas, mientras Abbott ayuda a Mohan con un procedimiento arriesgado. El personal también está informado de la identidad del tirador masivo.
El episodio recibió elogios de la crítica, con elogios hacia la naturaleza más lenta del episodio, la dirección, las actuaciones y el final.

## Trama
Whitaker (Gerran Howell) llega a la morgue en busca de mantas y se sorprende al encontrar a Robby (Noah Wyle) llorando solo. Whitaker convence a Robby de que lo necesitan, aunque pasan unos momentos antes de que Robby se recomponga.
Un hombre, Brian, choca su auto en el estacionamiento; resultó herido durante el tiroteo pero se quedó para ayudar a la mayor cantidad de gente posible, llevando a una víctima inconsciente en el auto. Junto a Ellis (Ayesha Harris), Langdon (Patrick Ball) y Santos (Isa Briones) tratan a la víctima, que luego se revela que sufrió una sobredosis, a pesar de la tensión entre ellos. Brian también ha desarrollado una embolia aérea en su corazón, y Mohan (Supriya Ganesh) coopera con Abbott (Shawn Hatosy) para salvarlo. Abbott ayuda a Mohan a proceder con un procedimiento riesgoso, a pesar de que el Dr. Walsh (Tedra Millan) quiere llevar a Brian a una cámara hiperbárica. McKay (Fiona Dourif) ignora una llamada telefónica del juzgado del condado de Allegheny y abandona temporalmente su trabajo para reunirse con su padre (Brad Dourif), que ha venido a recoger a Harrison. Al notar a Chad (Robert Heaps), el Sr. McKay lo insulta. Mateo (Jalen Thomas Brooks) informa sobre los acontecimientos del día con Javadi (Shabana Azeez) y expresa su admiración por su trabajo.
Gloria (Michael Hyatt) informa al personal que el SWAT ya encontró al tirador, que se suicidó cerca de un río. El equipo SWAT también ha despejado el lugar, indicando que no hay más víctimas en camino. Cuando la seguridad libera a David (Jackson Kelly), Robby y McKay lo interrogan. David se pone agresivo cuando descubre que debe permanecer 72 horas bajo vigilancia y no le permiten ver a su madre. Theresa (Joanna Going) finalmente ve a su hijo y lo sorprende al revelar que aceptó la internación psiquiátrica, ya que se sintió angustiada por las víctimas del tiroteo y estaba preocupada por no poder ponerse en contacto con él. Negándose a hablar con ningún profesional, David le dice a su madre que salga de la habitación, y Robby le informa a McKay que ella es responsable de que la policía haya traído a David y que debe arreglar las cosas. Langdon habla con Jake (Taj Speights) y le dice que Robby hizo todo lo posible para salvar a Leah. La madre de Jake, Janey (Sarah Jane Morris), también llega al hospital para recogerlo y tiene una conversación con Robby, animándolo a no culparse a sí mismo. Después de reunir a una paciente con su hija, King (Taylor Dearden) se derrumba brevemente, pero Robby le asegura que es una gran doctora.
Flynn, un menor que no responde, y su hermana Georgia son llevados al Pitt. El Dr. Shen (Ken Kirby) y King intentan tratar su sepsis y neumonía, pero luchan por hacer más progresos hasta que Robby le diagnostica sarampión y encefalomielitis diseminada potencialmente aguda. Cuando la madre de Flynn, basándose en información de salud poco comprendida en Internet, se niega a permitir una punción lumbar para detectar ADEM, Robby pierde los estribos con ella y se marcha furioso. Luego se encuentra con Whitaker y le agradece por haberlo ayudado antes. Reflexionan sobre cómo usar su fe para ayudarlos a enfrentar tiempos difíciles, y Whitaker repite algunos de los consejos anteriores que Robby le dio sobre aprender a vivir con las dificultades de ser médico y aceptarlas. Abbott habla con Dana y discuten sus preocupaciones sobre la salud mental de Robby. Llegan dos policías buscando a McKay. Cuando ella confirma que manipuló su grillete de tobillo, que no dejaba de sonar, la policía la arresta.

## Producción

### Desarrollo
El episodio fue escrito por el productor ejecutivo Simran Baidwan y dirigido por John Cameron. Fue el tercer crédito como guionista de Baidwan y el segundo como director de Cameron.

### Escritura
En la escena donde Whitaker convence a Robby de que se recomponga y vuelva a sus labores, Noah Wyle dijo: "Lo único que se le ocurre es recitar una oración muy simple y básica. Y ahí es cuando Whitaker lo encuentra, alguien que está en el extremo opuesto del espectro profesional. De diferente fe, de diferente edad. Ver a esos dos tipos intentar negociar este momento que era privado y ahora es público fue realmente interesante y divertido de interpretar". Gerran Howell añadió: "Cualquier victoria de Whitaker es muy satisfactoria para mí, porque ya ha pasado por eso. Más allá de cómo se encuentra Whitaker y de lo capaz que es como médico, aquí es donde lo ves dar un paso al frente y simplemente estar ahí para una persona. Tiene valor en este momento y al reflejar las palabras de Robby".
Wyle mencionó que los guionistas querían que el público sospechara que David podría ser el autor de la masacre, ya que «eso era para subrayar la trama que realmente queríamos explorar con el personaje de David, que se centra en la incomprensión a todo nivel. Intentar conectar, pero pasar por alto momentos cruciales cuando esa conexión realmente debe darse. De lo contrario, puede generar sospechas, paranoia, pánico, involucramiento excesivo, errores de juicio; todo tipo de cosas suceden a raíz de nuestros prejuicios, nuestra mala interpretación y nuestra incomprensión del comportamiento de David».
Respecto a las reacciones de McKay ante la historia de David, que culmina en "8:00 PM", Fiona Dourif declaró: "David representa la historia de McKay y lo que podría pasarle a mi hijo, ¿sabes? Creo que tomé varias malas decisiones. Llegó un punto, a esa edad, en que te sientes invencible y no entiendes las repercusiones de tus actos. Intentaba hacer todo lo posible para que no arruinara su vida. Y, bueno, tener una segunda oportunidad". Al hablar sobre el arresto de McKay al final del episodio, Dourif explicó: "Creo que los sentimientos principales fueron humillación, humillación absoluta, y luego rabia, rabia por la injusticia y lo absurdo de la situación, y por el hecho de que estuviera sucediendo delante de todos. Fue como un disparo al final del día más largo de tu vida. Es una metáfora contradictoria, pero me entiendes".

### Casting

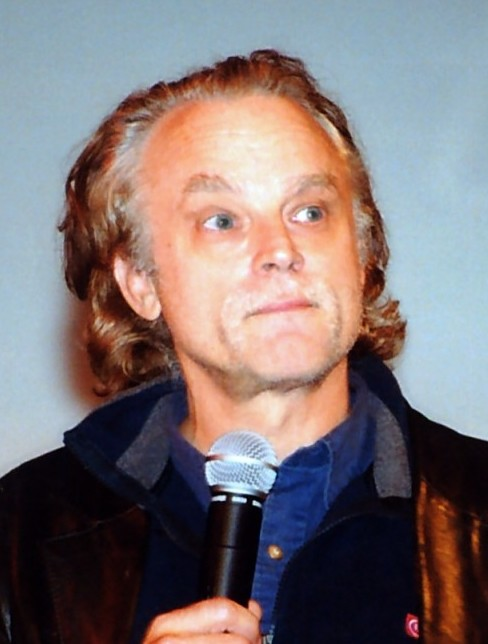
Brad Dourif aparece como estrella invitada en el episodio.

Una semana antes de que se emitiera el episodio, se confirmó que Brad Dourif haría una aparición especial en el episodio. Fiona Dourif sugirió que Noah Wyle podría haber tenido la idea, mientras los escritores consideraban formas de sacar a Harrison del hospital. El guionista del episodio, Simran Baidwan, se reunió con Fiona para ofrecerle el papel del padre de McKay a su padre en la vida real, y quedaron encantados. Fiona comentó: "Fue puro orgullo. Sentí un orgullo enorme porque es una persona muy especial y un actor brillante. Confiamos mucho el uno en el otro. Con solo mirarlo, la dinámica estaba ahí. No creo que estuviera nerviosa. Simplemente estaba encantada".

## Recepción crítica
"8:00 P.M." recibió elogios de la crítica. Laura Bogart, de The AV Club, le dio al episodio una calificación de "A" y escribió: "Uno de los grandes atractivos de la estructura episódica de The Pitt es la forma en que el tiempo se va acumulando, y los efectos de cada momento se sienten intensamente incluso después de que la crisis inmediata haya remitido. No hay un cambio repentino hacia el Dr. Robby. Sigue en esa sala de pediatría, destrozado por todas las muertes que experimentó ese día y todas las anteriores. Siempre está en la sala. Puede que nunca salga de ella".
Alan Sepinwall escribió: «Es una decisión inteligente que Whitaker sea quien saque a Robby de su ataque de pánico. Ha demostrado a lo largo de la temporada tener un don para las personas. Pero también es tan inexperto —y sabe que lo es— que no puede dar una charla motivadora tradicional y melodramática. Lo único que puede hacer es señalar cuánto lo necesita todo el equipo ahora mismo, dado lo que está en juego. Esa franqueza es suficiente para sacar a Robby de su trastorno de estrés postraumático y ponerlo de nuevo a trabajar».
Maggie Fremont de Vulture le dio al episodio una calificación de 4 estrellas sobre 5 y escribió: "Hasta el Sr. Café Helado se da cuenta de que algo anda mal. Sin embargo, Robby sigue despotricando: "¿Quieren tratamiento médico, pero no quieren consejo médico? ¿Qué demonios estamos haciendo?". Se puede sentir la frustración saltar por la pantalla y la ira está justificada, pero aun así, uno se pregunta si Robby podrá controlarse alguna vez en este turno. Tiene una hora para intentarlo". Brady Langmann de Esquire escribió: "¿Olvidaron que The Pitt es, de hecho, un programa de televisión que busca entretener? (Lo digo como un cumplido total, pero siento que hemos estado viendo un documental durante las últimas dos semanas). Uno de los episodios más longevos de The Pitt —los problemas legales de la Dra. McKay— finalmente dio sus frutos en este episodio cuando la policía la puso bajo custodia. ¿Por qué?, se preguntarán. Porque se atrevió a detener el pitido incesante de su monitor de tobillo en medio de un evento con muchas víctimas".
Nick Bythrow, de Screen Rant, escribió: «Con una última hora restante, el episodio 14 de The Pitt ofreció un penúltimo episodio sorprendentemente más tranquilo, en contraste con muchas de las entregas más importantes de la serie. Pero los eventos que presenta —desde Robby confrontando sus sentimientos hasta el arresto de McKay— ilustran cuán multifacético e impredecible será el final de temporada». Jasmine Blu, de TV Fanatic, le dio al episodio una calificación de 4.5 estrellas sobre 5 y escribió: «En general, fue una hora fantástica para recuperarse del frenético tiroteo, lo que me deja pensando en qué nos deparará la última hora».
Johnny Loftus, de Decider, escribió: «Solo queda un episodio (una hora) de The Pitt, y ver a estos personajes anticipar el final de su angustioso turno nos emociona. Nunca antes habíamos dicho esto sobre una serie: los extrañaremos». Gabriela Burgos Soler, de Telltale TV, escribió: «The Pitt maneja el paso del tiempo tan bien que parece que hemos estado registrando un turno en urgencias durante las últimas catorce semanas, u horas en el mundo de The Pitt. El miedo a que una hora no pase lo suficientemente rápido o que pase demasiado rápido nunca se ha representado con tanta precisión».